# Дойчеровская мемориальная премия
Дойчеровская мемориальная премия (Мемориальная премия Исаака и Тамары Дойчеров) — ежегодная книжная премия в 250 фунтов стерлингов, с объявлением победителя в прессе и предложением автору выступить с Дойчеровской лекцией.
В жюри входят Жильбер Ашкар, Алекс Каллиникос, Alejandro Colas, Ben Fine, Роб Нокс, Chun Lin, Esther Leslie, Alfredo Saad-Filho, Кристофер Уикхем, Леа Юпи.

## Лауреаты
Категория:Лауреаты Дойчеровской премии
- 2025 — раньше объявление было в ноябре[1]
- 2024 - Matteo Pasquinelli
- 2023 - Heide Gerstenberger[англ.]
- 2022 — Уинант, Габриель — «The Next Shift: The Fall of Industry and the Rise of Health Care in Rust Belt America»
 Остальной шорт-лист: Илья Будрайтскис, Коля Линднер, Сильвия Федеричи (Ilya Budraitskis, Kolja Lindner, Silvia Federici)[1]
- 2021 — Суни, Рональд Григор — «Stalin: Passage to Revolution»
 Остальной шорт-лист: Francesca Antonini, Himani Bannerji, Maïa Pal, Panagiotis Sotiris, Ntina Tzouvala[2]
- 2020 — Джон Беллами Фостер?! — «The Return of Nature: Socialism and Ecology»
- 2018 — Кохей Сайто — «Karl Marx's Ecosocialism: Capital, Nature, and the Unfinished Critique of Political Economy»
- 2016 — Мальм, Андреас — «The Return of Nature: Socialism and Ecology»
- 2015 — Краус, Тамаш — «Reconstructing Lenin: An Intellectual Biography»
- 2011 — Банаджи, Джайрус — «Theory as History: Essays on Modes of Production and Exploitation»
- 2010 — Харви, Дэвид — «The Enigma of Capital and the Crises of Capitalism»
- 2007 — Кун, Рик — «Henryk Grossman and the recovery of Marxism»
- 2003 — Тешке, Бенно — «The Myth of 1648: Class, Geopolitics, and the Making of Modern International Relations»
 Нил Дэвидсон — «Discovering the Scottish Revolution»
- 1997 — Блэкбёрн, Робин — «The Making of New World Slavery: From the Baroque to the Modern, 1492–1800»
- 1996 — Сассун, Дональд — «One Hundred Years of Socialism: The West European Left in the Twentieth Century»
- 1995 — Хобсбаум, Эрик — «The Age of Extremes: A History of the World, 1914–1991»
- 1991 — Дэвис, Майк — «City of Quartz: Excavating the Future in Los Angeles»
- 1989 — Иглтон, Терри — «The Ideology of the Aesthetic»
- 1988 — Кагарлицкий, Борис Юльевич — «Мыслящий тростник» («The Thinking Reed»)
- 1987 — Шанин, Теодор — «Russia, 1905–07: Revolution as a Moment of Truth»
- 1986 — Вуд, Эллен Мэйксинс — «The Retreat from Class: A New "True" Socialism»
- 1985 — Бреннер, Роберт — «The Brenner Debate: Agrarian Class Structure and Economic Development in Pre-industrial Europe»
- 1982 — Сент-Круа, Джеффри де — «Class Struggle in the Ancient Greek World»
- 1979 — Коэн, Джеральд — «Karl Marx’s Theory of History: A Defence»
- 1978 — Баро, Рудольф — «The Alternative in Eastern Europe»
- 1976 — Брус, Влодзимеж — «Socialist Ownership and Political Systems»
- 1975 — Либман, Марсель — «Leninism Under Lenin»
- 1974 — Родинсон, Максим — «Marxism and Islam»
- 1973 — Коллетти, Лючио — «From Rousseau to Lenin»
- 1970 — Месарош, Иштван — «Marx’s Theory of Alienation»
- 1969 — Николаус, Мартин — «The Unknown Marx»